# Cuadrangular Internacional de Guayaquil 1984
El Cuadrangular Internacional de Guayaquil 1984 fue un torneo de fútbol amistoso disputado entre las selecciones de Ecuador, Chile, Polonia y Rumania. El equipo chileno participó con el grupo de jugadores que se preparaba para el Torneo Preolímpico Sub-23 que se disputaría en esa misma ciudad una semana después.
Tras una igualdad con Ecuador e imponerse sobre Rumania, Chile se adjudicó el certamen al ganarle 2:1 a Polonia.
| 22 de enero de 1984* | Chile                   | 2:1 (1:1) | Polonia   | Estadio Modelo Alberto Spencer, Guayaquil |  |
|                      | Núñez 22' · Salgado 88' |           | Urban 18' |                                           |  |

*No existe confirmación sobre la fecha de la jornada final.
| Campeón Chile |